# Fat Bottomed Girls
"Fat Bottomed Girls" là một bài hát của ban nhạc Queen đến từ Anh. Bài hát được phát hành trong album Jazz năm 1978, do tay chơi ghi-ta Brian May sáng tác và là một trong vài bài hát của Queen được thể hiện ghi ta theo phong cách alternative, mà thông thường được gọi là "drop D". Lời bài hát viết về một quan điểm là người phụ nữ đẹp không hẳn lúc nào cũng đẹp như được nhìn bề ngoài.
Phần lời hát hơi khác so với thu âm trong nhà và ngoài trời. Khi công diễn, giọng lĩnh xướng trong phần điệp khúc do Freddie Mercury hát và phần hòa âm cao hơn là Roger Taylor và thấp hơn là Brian May. Trong phiên bản thu ở studio, không có âm vực cao hơn mà thay vào đó, giọng lĩnh xướng là cao nhất và là do May thể hiện, còn Mercury thì hòa âm. Do vậy, phiên bản ở album và đĩa đơn thật sự là một bộ đôi của Mercury và May.
Phiên bản thu ở studio có phần thu âm có phần sai lỗi nổi tiếng của Brian May, khi anh đã chơi Sol/Fa không thuận giữa lúc nghỉ (trước khi sang phần 3 của bài).
Phiên bản ở đĩa đơn (có thể nghe lại trong album Greatest Hits) đã bỏ sót phần ghi ta chơi dạo thêm ở giữa các đoạn trong bài hát.
Bài hát đã được phát hành như là Double-A side với bài hát "Bicycle Race" và cũng có câu "Get on your bikes and ride" trong bài.

## Phiên bản cover
- Ban nhạc Antigone Rising đã hát lại bài này trong album Killer Queen: A Tribute to Queen năm 2005.

## Xếp hạng
| Bảng xếp hạng (1978)    | Vị trí cao nhất |
| ----------------------- | --------------- |
| Austrian Singles Chart  | 21              |
| British Singles Chart   | 11              |
| Dutch Singles Chart     | 7               |
| French Singles Chart    | 7               |
| German Singles Chart    | 27              |
| Irish Singles Chart     | 10              |
| Norwegian Singles Chart | 7               |
| U.S. Billboard Hot 100  | 24              |